# El Tri 45 Años
45 años es álbum 46 de El Tri (banda), un álbum que fue grabado el 20 de octubre de 2013 en la Arena Ciudad de México durante el 45 aniversario de la banda en un concierto de cinco horas con más de diez mil personas. Este álbum salió a la venta el 14 de octubre de 2014, incluye dos CD y un DVD.

## Lista de canciones

### Disco 1
01.- Todo sea por el rocanrol (7:28)
02.- Virgen Morena (5:03)
03.- Ya volvimos a perder (6:27)
04.- Perro negro (5:37)
05.- Maldito ritmo (3:28)
06.- Dinero (3:34)
07.- Los minusválidos (4:24)
08.- Hasta que el cuerpo aguante (5:06)
09.- Pobre soñador (4:47)
10.- Chavo de onda (6:16)
11.- De todos modos Juan te llamas (4:06)
12.- No estoy pedo (5:37)
13.- De la raza pa'la Banda / Sara (9:32)

### Disco 2
01- Vicioso (4:26)
02- Tirando a matar (3:58)
03.- Otra muerta más (3:51)
04.- Sátira (3:20)
05.- Mas mariguana (4:30)
06.- Ya estoy como quería (3:37)
07.- El rey (3:32)
08.- Nostalgia (5:08)
09.- Todo se vale (4:55)
10.- Cuando tú no estas (5:00)
11.- Contigo me conformo (6:43)
12.- Las piedras rodantes (17:05)
13.- Que viva el rocanrol (4:17)

### DVD
Inicio tambores: Glowman
01.- Todo sea por el rocanrol (7:29)
02.- Virgen Morena (5:03)
03.- Perro negro (5:37)
04.- Los minusválidos (4:24)
05.- Hasta que el cuerpo aguante (5:07)
06.- Pobre soñador (4:47)
07.- Chavo de onda (6:16)
08.- No estoy pedo (5:37)
09.- De la raza pa'la Banda / Sara (9:32)
10- Vicioso (4:26)
11- Tirando a matar (3:58)
12- Sátira Fox (3:20)
13.- Mas mariguana (4:30)
14.- El rey (3:32)
15.- Nostalgia (5:08)
16.- Cuando tú no estas (5:00)
17.- Contigo me conformo (6:43)
18.- Las piedras rodantes (17:05)
19.- Que viva el rocanrol (4:17)